# Benedikty Marcell
Benedikty Marcell (Budapest, 1980. augusztus 20. –) szinkronszínész, multimédia szakértő, hírszerkesztő. Házastársa Semjén Nóra bábszínész, kisfiuk Benjámin, kislányuk Lilla Róza. Apja Benedikty Béla újságíró, szerkesztő.

## Élete
Színház- és Filmművészeti Egyetem, televíziós újságíró szakán diplomázott. Gyerekként kezdett szinkronizálni, 14 éves koráig szinte minden nap hallható volt valamiben.

## Szerepei

### Film és sorozat szerepei
| Film / Sorozat cím            | Év         | Szerep                | Megjegyzés |
| ----------------------------- | ---------- | --------------------- | --- |
| Almási, avagy a másik gyilkos | 1987       | Almási nyomozó kisfia | |
| Angyalbőrben                  | 1990– 1991 |                       | • Military butik – 1. epizód • Átkelés – 6. epizód • Computer manőver – 8. epizód • Bogdán koporsója – 10. epizód |
| Walaki                        | 1990       |                       | mesefilmsorozat                                                                                                   |
| Szomszédok                    | 1988       | Benei Laci            | 24. fejezet – 2. évad 6. epizód                                                                                   |
| Isten teremtményei            | 1986       | a 6 éves Jancsi       | |

### Szinkronszerepei

#### Sorozatokban
| Sorozat cím : alcím                                  | Eredeti cím : alcím                | Karakter                          | Színész             | Megjegyzés             |
| ---------------------------------------------------- | ---------------------------------- | --------------------------------- | ------------------- | ---------------------- |
| Az utolsó lovag                                      | Sidekicks                          | Ernie Lee                         | Ernie Reyes Jr.     | amerikai sorozat       |
| Ausztrál expressz                                    | Five Mile Creek                    | Sam Sawyer                        | Martin Lewis        | ausztrál sorozat       |
| Baywatch                                             | Baywatch                           | Hobie Bucannon (második hang)     | Brandon Call        | amerikai sorozat       |
| Drót                                                 | The Wire                           | Malik ’Poot’ Carr                 | Tray Chaney         | amerikai krimisorozat  |
| Hetedik érzék                                        | The Listener                       | Toby Logan                        | Craig Olejnik       | amerikai sorozat       |
| A királyság                                          | Kings                              | David Shepherd százados           | Christopher Egan    | amerikai sorozat       |
| Mad Men – Reklámőrültek                              | Mad Men                            | Peter ’Pete’ Campbell             | Vincent Kartheiser  | amerikai dráma-sorozat |
| Maffiózók                                            | The Sopranos                       | Noah Tannenbaum                   | Patrick Tully       | amerikai krimisorozat  |
| Ments meg!                                           | Rescue Me                          | Mike Silletti                     | Michael Lombardi    | amerikai sorozat       |
| Miss Marple történetei – Miért nem szóltak Evansnek? | Marple: Why Didn't They Ask Evans? | Tom Savage                        | Freddie Fox         | angol krimi            |
| Spinédzserek                                         | Clueless                           | Josh                              | David Lascher       | amerikai sorozat       |
| Szeretni beindulásig                                 | Enamorarte                         | Santiago Ezequiel ’Santi’ Miguens | Emanuel Ortega      | argentin telenovella   |
| Szívek szállodája                                    | Gilmore Girls                      | Tristin Dugray (második hang)     | Chad Michael Murray | amerikai sorozat       |
| The Pacific – A hős alakulat                         | The Pacific                        | Bill ’Hoosier’ Smith              | Jacob Pitts         | amerikai háborús dráma |

#### Filmekben
| Cím                               | Eredeti cím         | Karakter                    | Színész             | Megjegyzés                |
| --------------------------------- | ------------------- | --------------------------- | ------------------- | ------------------------- |
| A sztárkivetett                   | Love Wrecked        | Ryan Howell                 | Jonathan Bennett    | amerikai vígjáték         |
| Hé, haver, nyomd a verdát!        | Going the Distance  | Nick                        | Christopher Jacot   | amerikai-kanadai vígjáték |
| Hook                              | Hook                | Jack 'Jackie' Banning       | Charlie Korsmo      | amerikai kalandfilm       |
| Karácsonyi vakáció                | Christmas Vacation  | Russell ’Rusty’ Griswold    | Johnny Galecki      | amerikai vígjáték         |
| Nagymama háza                     | Grandmother's House | David                       | Eric Foster         | amerikai horror           |
| Mrs. Doubtfire – Apa csak egy van | Mrs. Doubtfire      | Christopher 'Chris' Hillard | Matthew Lawrence    | amerikai vígjáték         |
| Szabadítsátok ki Willyt!          | Free Willy          | Jesse                       | Jason James Richter | amerikai kalandfilm       |